# KS Flamurtari Vlorë
KS Flamurtari Vlorë is een Albanese voetbalclub uit de stad Vlorë. De club werd in 1923 opgericht.
In 1991 werd de club landskampioen.

## Naamsveranderingen
1923 opgericht als SK Jeronim Vlorë
1935 herbenoemd tot KS Ismail Qemali Vlorë
1946 herbenoemd tot KS Flamurtari Vlorë
1950 herbenoemd tot Puna Vlorë
1958 herbenoemd tot KS Flamurtari Vlorë

## Erelijst
- Landskampioen

1991
- Bekerwinnaar

1985, 1988, 2009, 2014,
- Supercup

1990, 1991

## Kampioensteam
- 1991 — Viron Daullja, Elidon Lameborshi, Alfred Zijai, Sokol Kushta, Agim Bubeqi, Gjergji Dema, Erion Mehilli, Gezim Muka, Roland Iljadhi, Luan Birce, Eqerem Memushi, Rrapo Taho, Viktor Daullja, Latif Gjondeda, Anesti Arapi, Kreshnik Cipi, Bashkim Shaqiri, Ardian Ciruna, Edmond Lutaj, Anesti Vito, Tajar Arapi, Roland Muka, Vasillaq Ziu, Dritan Sadedini en Viktor Paco, Gramoz Murati. Trainer-coach: Edmond Licaj.

## KS Flamurtari Vlorë in Europa
KS Flamurtari Vlorë speelt sinds 1985 in diverse Europese competities. Hieronder staan de competities en in welke seizoenen de club deelnam:
- Europacup I (1x)

1991/92
- Europa League (4x)

2009/10, 2011/12, 2012/13, 2014/15
- Europacup II (4x)

1985/86, 1988/89, 1990/91, 1996/97
- UEFA Cup (2x)

1986/87, 1987/88
Apolonia ·
Besa · 
Burreli ·
Erzeni ·
Flamurtari · 
Kastrioti ·
Korabi · 
Kukësi ·
Lushnja ·
Pogradeci ·
Valbona ·
Vora